# Klein-Neusiedl
Klein-Neusiedl là một đô thị thuộc huyện Wien-Umgebung trong bang Niederösterreich, Áo.